# Río Pajares
El río Pajares es un corto río de montaña del norte de España, una de las dos fuentes, junto con el río Huerna, que forman el Lena. El río Pajares nace en el puerto que le da nombre, el puerto de Pajares, en el Principado de Asturias.
El otro reguero que forma el arroyo del Brañillín es el arroyo de Fuente la Reina, que nace en la zona del pico Fuente la Reina - Valle del Sol.

## Nacimiento
Concretamente, el río Pajares nace a partir de la confluencia de varios regueros y arroyos. El principal es el arroyo del Brañillín, el cual tiene origen en las inmediaciones de las pistas de esquí de la Estación Invernal Valgrande-Pajares. Con lo cual se podría afirmar que el nacimiento del río Pajares tiene lugar en Valgrande. Concretamente, el arroyo del Brañillín está formado por «El Arroyo» que nace en el valle que se encuentra entre el pico Celleros y el cueto Riondo, en la zona conocida como «El Vallón». El otro reguero que forma el arroyo del Brañillín, es el arroyo de Fuente la Reina, que nace en la zona del pico Fuente la Reina - Valle del Sol.

## Conservación
Las obras del túnel de Pajares están causando daños a los acuíferos de la zona